# Themistoclesia smithiana
Themistoclesia smithiana är en ljungväxtart som först beskrevs av Paul Carpenter Standley, och fick sitt nu gällande namn av Herman Otto Sleumer. Themistoclesia smithiana ingår i släktet Themistoclesia och familjen ljungväxter. Inga underarter finns listade i Catalogue of Life.